# Месье Азнавур
«Месье Азнавур» (фр. Monsieur Aznavour) — французский биографический фильм режиссёров Grand Corps Malade и Мехди Идира. Главную роль исполнил Тахар Рахим.
Премьера фильма состоялась в 2024 году.

## Сюжет
Сюжет фильма прослеживает путь Шарля Азнавура к славе в 1950-х годах.

## В ролях
- Тахар Рахим — Шарль Азнавур
- Камилла Мутавакиль — Аида Азнавур
- Гулия Аветисян — Мелине Манушян
- Бастьен Буйон — Пьер Рош
- Мари-Жюли Бауп — Эдит Пиаф
- Лионель Сесилио — Жильбер Беко
- Петра Силандер — Улла Торселл
- Руперт Уинн-Джеймс — Фрэнк Синатра

## Производство
В начале октября 2020 года Миша Азнавур, сын певца, объявил, что он и его брат Николя уже «некоторое время» работают над проектом биографического фильма о своём отце, сценаристами и режиссёрами которого станут Grand Corps Malade и Мехди Идир, выбранные Шарлем Азнавуром перед смертью.
Бюджет фильма составил 26 миллионов евро. Жан-Рашид Каллуш, муж дочери Шарля Азнавура Кати Азнавур, вспоминает, что Шарль Азнавур до своей смерти в 2018 году "был впечатлён «Пациентами», и когда я сказал ему, что хотел бы однажды снять фильм о его жизни, он сразу же ответил «да», — вспоминает он в интервью Variety. В апреле проект был «подтверждён» Мишей Азнавуром, сыном Шарля Азнавура, который сказал: «Я смог прочитать первые версии сценария. (…) Этот фильм — хорошая идея, мне нечего сказать по этому поводу. (…) Grands Corps Malade хорошо зарекомендовал себя как в музыке, так и в кино. Это хороший выбор».
15 февраля 2023 года на главную роль был утверждён Тахар Рахим. «Идеальный актёр для роли Шарля Азнавура», — говорит Жан-Рашид Каллуш, потому что у него «та же чувствительность, та же мотивация и та же страсть к своей работе, а также недобрый взгляд». Для фильма он сам исполнил несколько песен Шарля Азнавура, «взяв уроки пения, фортепиано и языка тела. Он работал месяцами», — говорит Grand Corps Malade.
Съёмки начались 30 мая 2023 года в Нормандии. Частично съёмки проходили и в Париже, в 6-м округе и на улице Месье-ле-Пренс, где когда-то жил певец, а также на улице дю Роше в 8-м округе, которая была закрыта на несколько дней. Все новые автомобили были убраны и заменены старыми моделями, такими как Peugeot 302 и Renault KZ22. Несколько сцен также были сняты в Руане и Эвре, а также в Болгарии. Съёмки были завершены в ноябре.
В июне 2023 года компания Pathé Films объявила, что фильм выйдет в прокат во Франции 27 ноября 2024 года, но затем перенесла дату на 23 октября.